# Artur Konopacki
Artur Konopacki (ur. 1975) – polski historyk i działacz społeczny pochodzenia tatarskiego.
Jest absolwentem i wykładowcą Uniwersytetu w Białymstoku, gdzie uzyskał stopień naukowy doktora w zakresie historii. Autor publikacji naukowych i popularnonaukowych o tematyce tatarskiej. Pełni funkcję prezesa podlaskiego oddziału Związku Tatarów Rzeczypospolitej Polskiej, jest członkiem Komisji Wspólnej Rządu oraz Mniejszości Narodowych i Etnicznych oraz Rady Wspólnej Katolików i Muzułmanów.

## Odznaczenia
- Srebrny Krzyż Zasługi (2025)[3]